# اچ‌ام‌اس هکلا (۱۸۱۵)
اچ‌ام‌اس هکلا (۱۸۱۵) (به انگلیسی: HMS Hecla (1815)) یک کشتی بود که طول آن ۱۰۵ فوت (۳۲ متر) بود. این کشتی در سال ۱۸۱۵ ساخته شد.